# Bonvicino
Bonvicino (piemontiul: Bonvzin) település Olaszországban, Piemont régióban, Cuneo megyében. Lakosainak száma 97 fő (2023. január 1.). Bonvicino Belvedere Langhe, Bossolasco, Dogliani, Murazzano és Somano községekkel határos.

## Népesség
A település népességének változása:
| Lakosok száma | 100  | 96   | 97   |
|               | 2017 | 2018 | 2023 |